# انتخابات الرئاسة الكولومبية 1884
انتخابات الرئاسة الكولومبية 1884 هي الانتخابات الرئاسية التي جرت في 1884، في كولومبيا، فاز بالانتخابات رافاييل نونيث.